# Посполитаки, Евгений Иванович
Евгений Иванович Посполитаки́ (1852, Темрюк, Российская империя — 1915, Санкт-Петербург, Российская империя) — русский живописец.

## Биография
Родился в 1852 году в городке Темрюк Краснодарского края. Его дядя, войскового старшина Александр Лукич Посполитаки, владел винной монополией на Кубани. Отец был темрюкским инженером.
Получил образование инженера гражданского строительства, а затем увлёкся искусством. В 1873 году поступил в Академию художеств Санкт-Петербурга. По окончании обучения, с 1875 по 1879 год жил в Москве. Сохранилось мало информации о его пребывании в Москве, известно, что в 1877 году Третьяковская галерея приобрела его картину «К вечеру». Это произведение появилось в каталоге галереи ещё раз в 1903 году. Более десяти лет состоял в Московском обществе любителей художеств.  
В 1880 году уехал в Париж. Можно предположить, что Посполитаки проехал по всему французскому побережью, о чем свидетельствуют многочисленные эскизы на маленьких холстах. 1889 год ознаменовался расцветом его парижской карьеры: он выставил на Всемирной выставке в Париже картину «Вершина Эльбруса» и получил за неё почётную награду.
В 1892 году на XII периодической выставке Московского общества искусств представил картину «Гора Ужба (Кавказ)». К теме кавказских пространств он возвращался несколько раз за свою карьеру, изображая внушительные скалистые массивы, горные долины, особенно тщательно прорисовывая уютные деревушки с самобытной кавказской архитектурой.
В 1893 году уехал в Екатеринодар, где преподавал в первой Академии живописи для женщин, кроме того, на втором этаже своего дома открыл первую частную школу рисунка в Екатеринодаре. В 1905 году опять отправился в Париж, на этот раз вместе со своими детьми, чтобы попробовать себя в качестве художественного критика. Приехав в Россию через четыре года, выставил серию пейзажей Кавказа на IV выставке живописи Санкт-Петербургского общества беспартийных художников.
После возвращения в Париж в 1911 году написал «Башню Кловис (Париж)». На картине изображён готический памятник, старинная башня аббатства Святой Женевьевы, вид от задней части Пантеона. Сейчас картина находится в галерее Мишеля Кабоста в Париже.
Последние годы жизни почти не отражены в документах; известно только, что он жил в Санкт-Петербурге и умер там в 1915 году.
Произведения Посполитаки довольно редки и в основном хранятся в частных коллекциях.